# Рыкалин, Владимир Алексеевич
Влади́мир Алексе́евич Рыка́лин (5 февраля 1929, Красное Село, Ленинградская область — 7 июня 1992, Гомель) — советский и белорусский художник, живописец.

## Биография
Родился 5 февраля 1929 года в Красном Селе Ленинградской области.
В 1946 году окончил Одесскую художественную школу, в 1953 — Минское художественное училище (мастерская Виталия Цвирко).
С 1953 года жил в Гомеле. Работал в Доме народного творчества.
Член Союза художников СССР с 1967 года. Умер 7 июня 1992 года.

## Творчество
Работы художника посвящены в основном Гомелю и Гомельской области.
С 1954 года участвовал в областных и республиканских выставках. Основные произведения — городские и индустриальные пейзажи.

### Избранные произведения
- «Промышленный уголок Гомеля» (1958)
- «Порт Гомеля» (1961)
- «Новостройки Гомеля» (1962)
- «Разъезд в Василевичах» (1963)
- «Нефтепровод „Дружба“»
- «В порту» (1964)
- «Дорога на Речицу» (1965)
- «Буровая-Речицкая» (1967)
- «Речицкое шоссе» (1969)
- «Порт на Соже» (1975)
- «Индустриальный пейзаж Гомельщины» (1976)

11 работ Владимира Рыкалина переданы в дар «Картинной галерее Г. Х. Ващенко» (Гомель) вдовой художника.

## Награды и признание
- Премия Гомельского обкома комсомола (1972)[3]
- Почётный гражданин Гомеля (1992, Гомель)[6].

## Память
- Произведения Владимира Алексеевича Рыкалина хранятся в Национальном художественном музее Беларуси, музее Гомельского дворцово-паркового ансамбля, фондах Белорусского союза художников, картинной галерее Г. Х. Ващенко[7].
- Выставка живописи Владимира Рыкалина, посвящённая 85-летию со дня его рождения, состоялась в феврале 2014 года в Картинной галерее Г. Х. Ващенко (Гомель); были представлены около 25 его работ 1958—1991 годов[5][8].
- В 2019 году в музее Гомельского дворцово-паркового ансамбля во дворце Румянцевых — Паскевичей состоялась выставка живописи Владимира Рыкалина[7] «Городу над Сожем посвящается…», посвященная 90-летию со дня рождения художника[9].
- Имя занесено на городскую Доску почёта (Гомель).

## Комментарии
1. ↑  В некоторых источниках[1] указывается дата смерти 1986 (по-видимому, ошибочно).